# Bartolomeo Roverella
Bartolomeo Roverella (Rovigo, 1406 – Roma, 5 maggio 1476) è stato un cardinale italiano.

## Biografia
Figlio del conte palatino Giovanni Roverella e di Beatrice Leopardi da Lendinara, a vent'anni fu associato alla corporazione dei notai rodigini. Il 23 aprile 1438 si laureò in diritto civile nello Studio bolognese. Decisivi per il suo destino furono personalità capaci e influenti quali Guarino da Verona, Ludovico Trevisan, Scipione Mainenti e papa Eugenio IV. Quest'ultimo lo elesse vescovo di Adria il 15 luglio 1444 e, il 26 settembre 1445, lo promosse arcivescovo metropolita di Ravenna. Papa Pio II lo elevò alla dignità cardinalizia nel concistoro del 18 dicembre 1461 e, il 26 gennaio 1462, gli assegnò il titolo di San Marcello. Suo segretario fu Callimachus Experiens.
Nel 1474 promosse la costruzione di un maestoso edificio, Palazzo Roverella, affacciato all'allora piazza Maggiore, in seguito intitolata a Vittorio Emanuele II, di Rovigo.